# Тупољев АНТ-9
Тупољев АНТ-9 / ПС-9, (рус. Туполев АНТ-9 / ПС-9), је тромоторни путнички авион на клипно елисни погон руског произвођача Тупољев намењен превозу 9 путника. Двомоторна варијанта овог авиона је названа ПС-9. Развијен је на основу вишенаменског авиона АНТ-7. Први лет прототипа био је 5. мај 1929. године.

## Пројектовање и развој
Авион АНТ-9 је развијен као реакција на то што се на домаћим линијама ваздушног саобраћаја користили искључиво авиони страних произвођача (Фокер, Дорније и Јункерс). Пројектовање је почело децембра 1927. године, а први прототип са француским моторима Gnome-Rhone Titan је представљен јавности на Првомајској паради 1929. године на Црвеном тргу у Москви. Тестирање авиона је завршено у јуну месецу и након тога је почела серијска производња од 12 примерака. Пре него што је укључен у редовни саобраћај овај авион је направио један рекордан лет Москва-Травемунде-Берлин-Париз-Марсељ-Рим-Београд-Варшава-Москва и тиме доказао свој квалитет. На том путу авион је превалио 9.037 km у ваздуху провео 53 сати, значи летео је просечном брзином од преко 170 km/h. Од 1931. године АНТ-9 је укључен у домаћи саобраћај а од 1933. и на релацији Москва-Берлин.

### Технички опис
Авион Тупољев АНТ-9 је висококрилни авион потпуно металне конструкције (носећа структура од челичних профила и цеви а оплата од таласастог алуминијумског лима), са три клипно елисна ваздухом хлађена радијална мотора, који су постављени два на крила и један на носу авиона. Сваки мотор има двокраке елисе са фиксним кораком. На прототипу АНТ-9 су уграђивани мотори Gnome-Rhone Titan, радијални мотор ваздухом хлађен са 7 цилиндара и снаге 230 KS, у серијској производњи су од 1931. године уграђивани руски мотори М-26 такође радијални мотор ваздухом хлађен снаге 300 KS, пошто се није показао довољно поуздан од 1933. године уграђивани су мотори Wright Whirlwind od 300 KS са трокраким металним елисама. Постоји и двомоторна варијанта овог авиона у коју су уграђивана два Микулин М-17 мотори са воденим хлађењем и V-линијским распоредом цилиндара са снагом од 500 KS. Код овог авиона је максимална брзина са 205 повећана на 215 km/h. Да би се разликовали од осталих АНТ-9 авиона ови двомоторни авиони су добили ознаку ПС-9. Авион има фиксни (неувлачећи) стајни трап са два точка смештана испод крила авиона, трећа ослона тачка је дрљача која се налази на репу авиона. Труп авиона је правоугаоног попречног пресека и у њега се могу комотно сместити 9 путника. Посада је смештена у посебну затворену кабину а авион је опремљен дуплим командама, а пилоти су седели један поред другог.

## Оперативно коришћење
Укупно је произведено преко 70 примерака авиона АНФ-9. Три Авион АНТ-9 са Рајт моторима су ушли као руски капитал у Руско-Немачку ваздухопловну компанију Дерулуфт и у њој летела на линији Москва-Берлин. Неколико авиона је користило Совјетско ратно ваздухопловство и то као ВИП верзије а остали авиони су служили у флоти Аерофлота за одржавање редовних унутрашњих путничких и поштанских ваздушних линија. Ови авиони су летели све до 1945. године када су отишли у заслужену пензију. Пре рата су направљени планови и за санитетску верзију авиона АНТ-9, али тај пројект није реализован из оправданих разлога. Међутим, у току рата ови су се авиони ипак користили за превоз рањеника једноставним избацивањем седишта из авиона створен је простор за смештај носила са рањеницима. У току рата овим авионима се углавном одржавао авио саобраћај у средњој Азији и Кавказу. Поред Русије овај авион је користио и Турски авио-превозник.

## Земље које су користиле овај авион
- СССР
- Турска